# Шидлувка (Мазовецьке воєводство)
Шидлувка (пол. Szydłówka) — село в Польщі, у гміні Ольшанка Лосицького повіту Мазовецького воєводства. Населення — 268 осіб (2011).

## Історія
За даними етнографічної експедиції 1869—1870 років під керівництвом Павла Чубинського, у селі переважно проживали греко-католики, які розмовляли українською мовою.
У 1975—1998 роках село належало до Білопідляського воєводства.

## Демографія
Демографічна структура станом на 31 березня 2011 року:
|          | Загалом | Допрацездатний вік | Працездатний вік | Постпрацездатний вік |
| -------- | ------- | ------------------ | ---------------- | -------------------- |
| Чоловіки | 134     | 23                 | 92               | 19                   |
| Жінки    | 134     | 30                 | 75               | 29                   |
| Разом    | 268     | 53                 | 167              | 48                   |